# Monthly Shōnen Rival
Monthly Shōnen Rival (月刊少年ライバル, Gekkan shōnen raibaru) est un magazine de prépublication de mangas mensuel de type shōnen publié par Kōdansha. Il a été publié entre avril 2008 et juin 2014. Il est le remplaçant du Comic BonBon et est destiné à un public jeune.

## Mangas publiés
Cette liste reprend les mangas publiés dans le magazine au moment de sa disparition.
| Titre                                                                                           | Auteur                          | Première publication |
| ----------------------------------------------------------------------------------------------- | ------------------------------- | -------------------- |
| Holy talker (ホーリートーカー)                                                                  | Rando Ayamine                   | 2008-05              |
| Honto ni atta! Reibai-sensei (ほんとにあった!霊媒先生)                                          | Hidekichi Matsumoto             | 2008-05              |
| Imasugu kurikku! (いますぐクリック!)                                                            | Takeru Nagayoshi                | 2008-05              |
| Otōto catcher ore pitcher de! (弟キャッチャー俺ピッチャーで!)                                   | Shinji Tonaka                   | 2008-05              |
| Magico (MAGiCO)                                                                                 | Chikara Sakuma                  | 2008-09              |
| Ashita no familia (あしたのファミリア)                                                          | Akihiko Higuchi                 | 2010-01              |
| Hell's Kitchen (ヘルズキッチン, Hell's Kitchen)                                                 | Gumi Amashi/Mitsuru Nishimura   | 2010-03              |
| Samurai ragazzi – Sengoku shōnen seihō kenbunroku (サムライ・ラガッツィ -戦国少年西方見聞録-)   | Tatsuya Kaneda                  | 2010-08              |
| Naze tōdōin masaya 16-sai wa kanojo ga dekinai no ka? (なぜ東堂院聖也16歳は彼女が出来ないのか?) | Kanta Mogi/Shuya Uchino         | 2011-06              |
| Apocalypse no toride (アポカリプスの砦)                                                         | Kazu Inabe/Yū Kuraishi          | 2011-10              |
| Kanojo ga flag o oraretara (彼女がフラグをおられたら)                                           | Nagian/Takei Touka              | 2011-12              |
| Maō Belphegor (魔王ベルフェゴール)                                                              | Ryōichi Yokokama                | 2012-02              |
| Momo pro z (ももプロZ)                                                                          | Tetsuya Kojō                    | 2012-03              |
| Bōkoku no Siegfried (亡国のジークフリート)                                                      | Yoshikazu Amane                 | 2012-05              |
| Edo tenmaroku: Haru to kami (江戸天魔録 春と神)                                                 | Yuki Kobayashi                  | 2012-09              |
| Kaguya to uchū no himitsu (かぐやと宇宙の秘密)                                                  | Nobuhiro Kawanishi              | 2012-10              |
| Midgard no Shugosha - Re-Birth of Norse Mythology (ミッドガルドの守護者)                        | Wataru Nadatani                 | 2012-11              |
| Momo no majutsushi (桃の魔術師)                                                                 | Shigemitsu Harada/Tsukasa Araki | 2013-01              |
| Sakurasaku Shōkōgun (サクラサク症候群)                                                          | Renji Hoshi                     | 2013-03              |
| Gumi from Vocaloid (GUMI from Vocaloid)                                                         | Enji Tetsuta                    | 2013-04              |
| Dōbutsu tantei Madoka no suiri nisshi (動物探偵まどかの推理日誌)                                | Keisuke Satō/Masaru Miyazaki    | 2013-05              |
| Kaeru no ossan (かえるのおっさん)                                                               | Zenyuu Shimabukuro              | 2013-05              |
| Take dake dake! - Takedakei gentei (たけだけだけ -武田家限定-)                                  | Tomoe Kasahara                  | 2013-07              |
| Shiochu (しー・おー・ちゅー)                                                                    | Sesuna Mikabe                   | 2013-10              |